# Oreo renmark
Oreo renmark är en spindelart som beskrevs av Norman I. Platnick 2002. Oreo renmark ingår i släktet Oreo och familjen Gallieniellidae. Inga underarter finns listade i Catalogue of Life.